# Battlezone (videogioco 1998)
Battlezone è un videogioco di tipo sparatutto in prima persona e strategia in tempo reale, sviluppato e pubblicato dalla Activision nel 1998 per Microsoft Windows. Si tratta della rivisitazione dell'omonimo videogioco pubblicato nel 1980 da Atari dal quale però differisce sensibilmente nella dinamica di gioco. In Battlezone il giocatore può scegliere se muoversi a piedi o su veicoli spaziali fluttuanti di ogni genere: si va da carri armati da battaglia a veicoli ricognitori leggeri, passando per mezzi raccoglitori di risorse e strutture semoventi per la trasformazione delle stesse. Scopo del gioco è impossessarsi dei depositi di biometallo sparsi sul campo di battaglia al fine di costruire edifici ed unità che permettano di sconfiggere le forze avversarie. La perfetta fusione di elementi mutuati dagli strategici e dai giochi d'azione, unitamente ad una trama ben congegnata ed a una vesta grafica e un sonoro di tutto rispetto hanno valso a Battlezone numerosi riconoscimenti dalle riviste del settore e dal pubblico.

## Trama
Battlezone è ambientato negli anni sessanta in una realtà ucronica che vede scontrarsi gli Stati Uniti d'America e l'Unione Sovietica durante la "corsa allo spazio" finalizzata al reperimento di un metallo dalle strabilianti proprietà. Si tratta del "biometallo", un materiale che entrambi gli schieramenti hanno imparato ad utilizzare per costruire veicoli adatti alla guerriglia spaziale. I primi frammenti di biometallo sono recuperati da uno sciame meteorico caduto sullo stretto di Bering. In breve ha inizio una guerra per il controllo dei depositi del materiale. Le due fazioni creano due enti appositi per fronteggiarsi a vicenda: l'americano NSDF (National Space Defense Force) e dall'altra il CCA (Cosmos Colonist Army o Communist Cosmonaut Army). All'inizio del gioco è possibile scegliere con quale dei due schieramenti si vuole combattere.

### Campagna NSDF: Stelle e Strisce
La campagna americana inizia sulla Luna, dove la base principale Nido d'Aquila 1, viene distrutta dalle forze sovietiche. Le tre navicelle spaziali americane Giustizia, Fratellanza e Libertà  si spostano su Marte, dove vengono inseguiti ed intercettati dai sovietici. Nel cercare di indagare su come il CCA sia venuto a conoscenza dei loro movimenti su Marte, si imbattono in un relitto alieno che fornisce indizi sul popolo che ha creato il biometallo, gli Ctoniani, una civiltà che ha abitato un pianeta, Icaro, e che ormai è diventato un fascio di asteroidi. I sovietici entrano in possesso di un diario di bordo ctoniano (contenente tutte le informazioni sugli spostamenti che hanno fatto gli Ctoniani) e lo trasportano su Venere, dove viene recuperato dall'NSDF.
Il diario di bordo contiene anche informazioni circa un'antica arma, denominata Furie, la più potente dell'arsenale ctoniano, e che i suoi relitti sono localizzati su un satellite di Giove, Io. Gli americani e i sovietici partono alla ricerca dei relitti: l'NSDF ha la meglio e, con tre rimorchiatori, si prepara a trasportare i relitti su Marte per iniziare la lavorazione, tuttavia uno dei piloti, Arkin, li tradisce e porta via il relitto a favore del CCA. Dopo aver messo al sicuro i due relitti, l'NSDF distribuisce la sua flotta sugli altri satelliti di Giove dove sono presenti avamposti sovietici, la Fratellanza su Ganimede e la Libertà su Callisto; su Europa, il CCA sta trasmettendo dei dati da una torre di comunicazione che rivela che i sovietici stanno spostando le loro unità su Titano, satellite di Saturno. La Fratellanza e la Libertà si dirigono verso il CCA per catturare Arkin, mentre la Giustizia resta su Europa per eliminare la presenza sovietica che fa da supporto alle unità su Titano.
Al termine dell'operazione, la Giustizia si unisce alle altre forze NSDF, ma scopre con orrore che la Fratellanza e la Libertà hanno subìto una disfatta: il CCA, infatti, ha portato a termine lo sviluppo delle Furie e le hanno usate per distruggere le unità americane; pochi piloti si sono salvati e sono stati intercettati dalla Giustizia grazie a tre segnali di soccorso. Uno dei piloti riferisce che in seguito il CCA non è più riuscito a controllare le Furie e che queste ultime hanno attaccato i loro padroni. A causa dei disastri e delle vittime causati dalle unità Furie, l'NSDF e il CCA si alleano per distruggerle. La missione, seppur con diversi sacrifici, ha successo, ma altre Furie si sono spostate su un satellite di Urano chiamato Achille, dove hanno costruito una fabbrica.
Tale fabbrica è alimentata grazie al nucleo di metallo estratto da Achille. La conseguente distruzione ha scatenato dei movimenti sismici che costringono l'NSDF (l'unica forza che si è mossa di distruggere la fabbrica) alla totale evacuazione del satellite, non prima di aver distrutto la struttura di lancio delle Furie che, altrimenti, si diffonderebbero per tutto il Sistema Solare. Dopo l'evacuazione, Achille esplode, allo stesso modo in cui Icaro venne distrutto, determinando l'estinzione degli Ctoniani.

### Campagna CCA: L'Armata Rossa
La storia, nei panni dei sovietici, è la stessa della campagna americana: il CCA si trova su Venere, in possesso del diario di bordo ctoniano, ma vengono perseguitati da un sottogruppo dell'NSDF chiamato "Dobermann". Le due controparti vanno su Io, teatro di una battaglia tra sovietici e Dobermann; nel frattempo il CCA riesce a recuperare i relitti Furie e le trasportano su Titano per la lavorazione dell'arma. La storia termina con la realizzazione delle Furie e la distruzione della base principale dei Dobermann.

### Espansione:The Red Odyssey
Nell'espansione Battlezone: The Red Odyssey vi sono due campagne: quella dei Dobermann e quelle delle unità cinesi. I Dobermann, durante una normale attività di raccolta di 
biometallo su Ganimede, subiscono un'imboscata da parte dei cinesi i cui loro veicoli dispongono di dispositivi di occultamento; i cinesi dispongono anche di un portale simile allo Stargate chiamato Pegaso, che permette di spostarsi tra Ganimede e la Terra, o tra Ganimede ed Elisio, un pianeta localizzato in un'altra galassia.
Nella campagna cinese, le missioni si concentrano sul recupero del portale requisito dalle forze CCA.

## Accoglienza
Battlezone ha ricevuto diverse recensioni positive: su GameRankings ha totalizzato l'89,03% dei punteggi, mentre il sito TopTenREVIEWS conferisce l titolo 3,5 punti su 4.
Le recensioni sono rimaste colpite dal modo in cui Battlezone ha fuso assieme due generi, lo sparatutto in prima persona e la strategia in tempo reale. Secondo GameSpot, ciò che rende speciale Battlezone è il modo in cui fonde l'adrenalina degli sparatutto in prima persona con la strategia presente anche nel titolo Command & Conquer: Red Alert. L'interfaccia grafica è stata definita innovativa e semplice da usare, mentre è stata criticata la presenza delle voci nel gioco e l'uso dell'IA nelle unità amiche.
Battlezone è stato nominato per il premio come videogioco di strategia dell'anno da GameSpot.